# Euselasia mutica
Euselasia mutica är en fjärilsart som beskrevs av Hans Ferdinand Emil Julius Stichel 1925. Euselasia mutica ingår i släktet Euselasia och familjen Riodinidae. Inga underarter finns listade i Catalogue of Life.